# مطبخ كوري جنوبي
المطبخ الكوري الجنوبي (بالهانغل: 대한민국 요리) هو أحد فروع المطبخ الكوري، وقد تطور في المنطقة الجنوبية من شبه الجزيرة الكورية، الخاضعة حاليًا لسلطة كوريا الجنوبية.

## خلفية تاريخية
كوريا الجنوبية هي دولة تقع في شرق آسيا، وتحتل الجزء الجنوبي من شبه الجزيرة الكورية. تحدها من الشمال كوريا الشمالية، ويفصل بينهما المنطقة الكورية منزوعة السلاح. على الرغم من الانقسام السياسي، لا تزال هناك بعض الأطباق المشتركة بين الكوريتين. 
تاريخياً، تطورت المأكولات الكورية عبر قرون من التغيرات الاجتماعية والسياسية. نشأ هذا المطبخ من التقاليد الزراعية والبدوية القديمة في جنوب منشوريا وشبه الجزيرة الكورية. وقد تأثر بعوامل بيئية وثقافية متنوعة. يُعد الأرز والكيمتشي من المكونات الأساسية في المطبخ الكوري، حيث تُرافق هذه الأطباق عادةً مجموعة متنوعة من الأطباق الجانبية (بانشان) بالإضافة إلى أطباق رئيسية مثل الجوك والبولجوجي أو النودلز. أما من المشروبات، فيُعتبر السوجو (وهو مشروب كحولي) من أشهر المشروبات الكورية التقليدية.

## الأنواع

### أطباق اللحوم
مع ازدياد استهلاك اللحوم، ظهرت أطباق مثل أقدام الخنزير المشوية (جوكبال)، ولحم الخنزير المقدد المشوي (سام겹سال)، وأنواع أخرى من لحوم الخنزير المشوية. يُعرف طبق أقدام الخنزير أيضًا بأنه طبق ابتكره النازحون. كما ظهرت أطباق من اللحوم المقلية مثل دجاج غانغ جونغ والدجاج المقلي.
بعد الحرب الكورية، استقر اللاجئون القادمون من الشمال، ما أدى إلى انتشار النودلز الباردة على الطريقة الشمالية وتعرف بالناينجميون (هانغل: 냉면). ومع ذلك، لا تُعتبر الأطباق التي كانت تُؤكل في الشمال، حتى لو بقيت في الجنوب، جزءًا من المطبخ الكوري الجنوبي. في بوسان، ظهر طبق النودلز المصنوع من القمح المسماة ميل ميون (هانغل: 밀면). خلال فترة التحرير، كانت جيجو تشتهر بنوع محلي من النودلز الباردة، وكان يُقدم في الأصل مع مرق بارد فقط، لكنه تأثر بأنواع النودلز الباردة الأخرى، ما أدى إلى ظهور نسخة تُقدم مع صلصة حارة.
ظهرت أيضًا أطباق مثل يخنة الأنقليس الحارة (هانغل: 아귀찜) ويخنة الجيش (هانغل: 부대찌개) وكعك السمك (هانغل: 어묵)، وهي أطباق تُحضّر بمكونات جديدة أُدخلت من الخارج أو بدأت تُستخدم حديثًا، مع الاحتفاظ بأساليب الطهي التقليدية. هناك أيضًا أطباق مُبتكرة تجمع بين المطبخ الكوري والمطابخ الأخرى. في الماضي، تأثر المطبخ الكوري بشكل كبير بالمطبخ الياباني، ما أدى إلى ظهور أطباق مثل تونكاتسو والكروكيت.
ظهرت أيضًا أطباق جديدة تعتمد على مكونات تقليدية ولكن تُحضّر بأساليب كورية جديدة، مثل دجاج جيم من أندونغ ودجاج غالبي.

### الوجبات الخفيفة
ظهرت أنواع من الوجبات الخفيفة مثل كعك الأرز الحار (هانغل: 떡볶이) ووكعك السمك (هانغل: 어묵) ولفائف الأعشاب البحرية والأرز (كيمباب).

### المطبخ الصيني على الطريقة الكورية
يُعرف أيضًا باسم المطبخ الصيني الكوري، ويشمل أطباقًا مثل نودلز جاجانغميون والنودلز الحارة بالمرق (هانغل: 짬뽕) ولحم الخنزير الحلو والحامض (هانغل: 탕수육). 
طعام الشارع
يُنظر تقليدياً إلى طعام الشارع في كوريا الجنوبية كجزء من الثقافة الشعبية. تاريخياً، شمل طعام الشارع بشكل أساسي أطعمة مثل كعك السمك والبونجيو بانج والتيوكبوكي. يتم بيع طعام الشارع من خلال أنواع عديدة من منافذ البيع بالتجزئة، مع تطوير منافذ جديدة بمرور الوقت. شهد طعام الشارع مؤخراً عودة شعبية في كوريا الجنوبية، كما هو الحال في السوق الليلي في متنزه هانغانغ، الذي يُطلق عليه اسم "سوق بامدوكابي الليلي".
ثقافة التوصيل
بدأت ثقافة التوصيل في كوريا الجنوبية في عهد مملكة جوسون. تطورت منذ ذلك الحين لتصبح واحدة من أكثر الخدمات تطوراً واستخداماً على نطاق واسع في البلاد، وتمتد من القرن الثامن عشر حتى الوقت الحاضر. في الوقت الحاضر، بسبب نمط الحياة السريع ودور التكنولوجيا في الحياة اليومية، يستخدم الناس خدمات التوصيل لتوصيل أي شيء من الطعام والمستندات والهدايا وغيرها بسعر رخيص. على الرغم من أن التوصيل شائع جداً في أجزاء أخرى من العالم، إلا أن التوصيل الكوري فريد من نوعه بسبب استخدام الدراجات والدراجات النارية لنقل الطعام والخدمات بسرعة.